# María Asunción Apesteguía
María Asunción Apesteguía Jaurrieta (Pamplona, 22 de enero de 1951) es una política y sindicalista socialista navarra. En 1972 se afilió a la Unión General de Trabajadores (UGT) en la clandestinidad, en donde participa en su refundación en Navarra. En 1984 se afilia al Partido Socialista de Navarra.
En 1983 fue elegida concejal del Ayuntamiento de Pamplona en las listas del PSN-PSOE, donde permaneció hasta 1995 cuando fue elegida Parlamentaria Foral del PSN-PSOE, permaneciendo hasta 1999. En diciembre de 1997, en el VI Congreso Regional del PSN-PSOE, fue elegida Vicesecretaria General del PSN-PSOE, permaneciendo hasta el VII Congreso, en noviembre de 2000, cuando fue elegida miembro del Comité Federal del PSOE. Fue reelegida para el mismo puesto en el VIII Congreso, en julio de 2004, para un nuevo periodo de cuatro años. En mayo de 2012 vuelve a la política orgánica activa, al ser elegida miembro del Comité Regional del PSN-PSOE por la Agrupación Local de Pamplona.
En cuanto a su trayectoria sindical, afiliada a Unión General de Trabajadores (UGT) desde 1972, miembro de diferentes Comités de Empresa, en junio de 2002 fue elegida Secretaria de Acción Sindical de la UGT de Navarra y miembro del Comité Confederal de UGT. Cesa de ambas responsabilidades en junio de 2005, volviendo a la empresa privada. En 2010 es elegida miembro de la Comisión Ejecutiva de MCA-UGT de Navarra, así como del Comité Regional de UGT de Navarra y del Comité Federal de la Federación Estatal de MCA-UGT.
Agredida en varias ocasiones por el entorno de ETA desde 1984, en 1997 arrojaron 22 cócteles molotov a su vivienda, saliendo ilesa. En 2003, a propuesta del PSOE, el Gobierno de España le concedió la Medalla de la Orden del Mérito Constitucional. El 2 de marzo de 2008 volvió a sufrir un nuevo ataque con el lanzamiento de cuatro artefactos incendiarios sobre su vivienda y vehículo.
- Datos: Q6003391